# 가정부

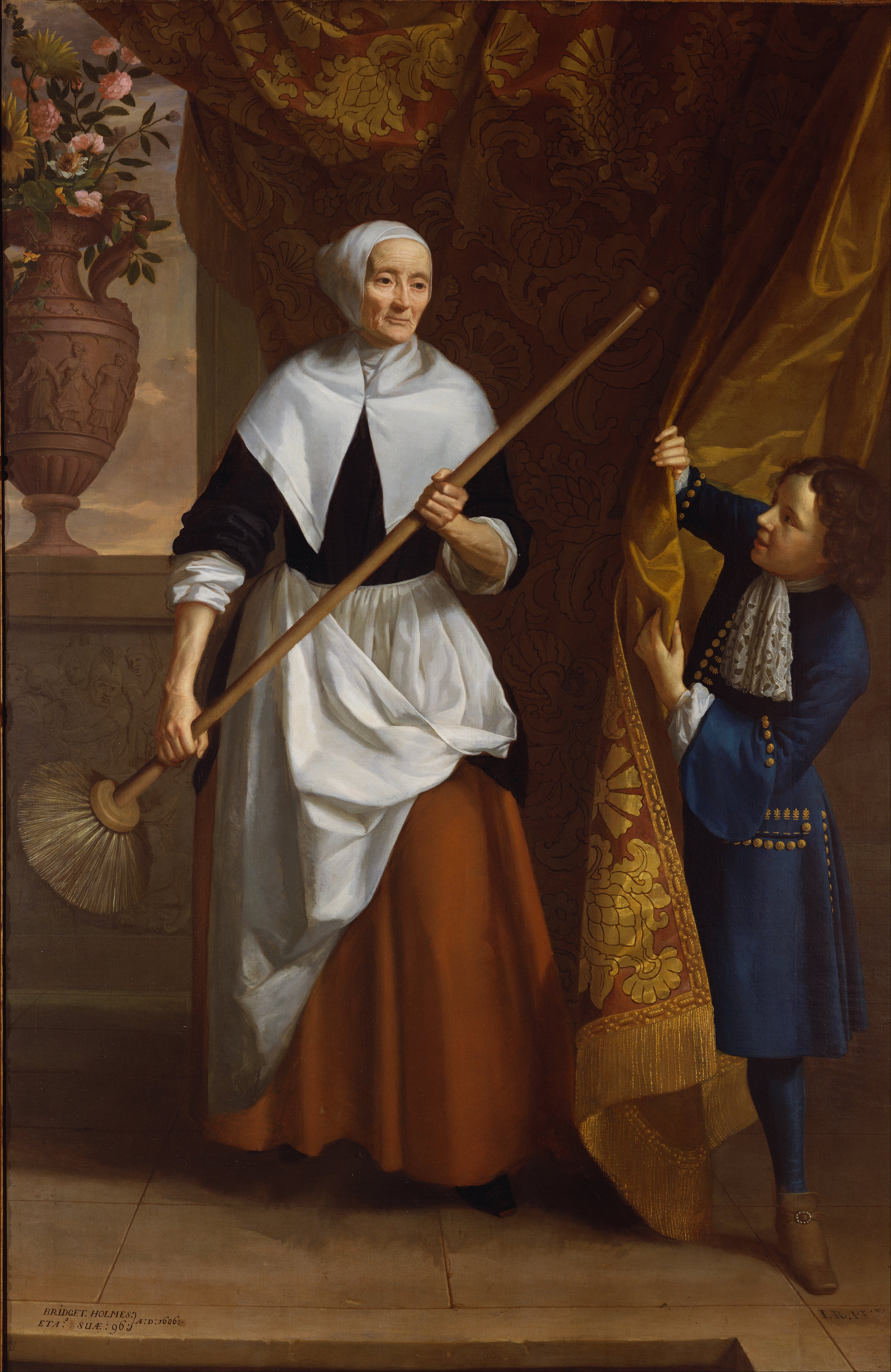
브리짓 홈즈는 찰스 1세부터 메리 2세까지 5명의 군주에게 꼭 필요한 여성이었고, 가장 오랫동안 재임한 왕실 하인 중 한 명이었다.

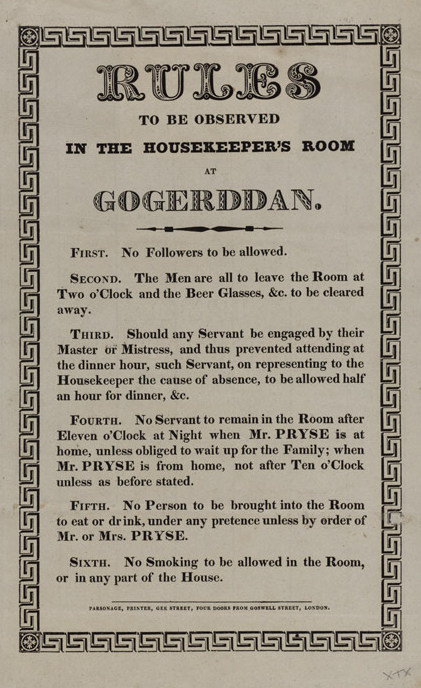
빅토리아 시대 영국의 컨트리 하우스 관리인이 지켜야 할 규칙

가정부(家政婦)는 가정의 가사를 보조, 대행하는 직업이며, 그 일을 하는 사람을 가리킨다. 식모(食母)라고도 한다. 메이드나 하녀와 비슷한 용어이지만, 취업 형태와 역사적 경위면에서 구별하여 사용하는 경우가 많다.

## 역사
18세기, 19세기, 20세기 초의 대가옥에서 가정부는 여성적인 일을 도맡았다. 식사 준비와 빨래가 처리되었으며, 집사가 하인 홀에서 저녁 식사를 주재했다.
예로부터 왕족, 귀족과 같은 사회의 귀족층들은 많은 가정부를 소유했다. 가정부는 학력이 낮았지만 손재주나 몸재주가 있었다. 그래서 일부 가정부는 춤과 노래를 배워서 왕족, 귀족 전용의 여흥 용도로 쓰였다. 장쩌민 중국공산당 제4대 주석 집안에 고용된 가정부는 40명이었고, 그중에는 서커스를 하는 가정부도 존재했다. 또한 노태우 제13대 대통령의 부인 김옥숙 제13대 영부인 집안에 고용된 가정부는 10명이었고, 옷과 향수를 전용으로 담당하는 가정부도 존재했다.
오늘날 큰 집의 가장은 거의 같은 방식으로 생활하지만 정교한 계층 구조를 갖춘 대규모 하인을 고용할 수 있는 가구는 더 적는다. 일부 국가에서는 이는 최저 임금 때문이다.
가정부는 일반적으로 아주머니가 고용하고 보고한다. 가정부가 다른 직원을 감독하는 정도는 가구마다 다르다. 일반적으로 대저택의 직원은 부서별로 나누어져 있으며 주방직원을 제외한 주방직원은 조리사에게 보고하고 간직원은 집사에게 보고하는 경우 가정부가 모든 여성직원을 담당한다. 이 경우 요리사와 집사는 집 아주머니에게 직접 보고했다.
다른 가구, 특히 여러 집을 유지하는 매우 부유한 가구에서는 가사도우미가 가구 직원의 최종 우두머리이며 집주인의 승인에 따라 하급 직원을 고용 및 해고할 수 있으며 관련 직원에게 추천할 수 있다. 이 경우 요리사와 집사는 가사도우미를 거쳐 아주머니에게 보고한다.

## 같이 보기
- 하인
- 하녀
- 오페어